# Nico Schoof
Nicolaas Petrus Maria (Nico) Schoof (Hilversum, 10 februari 1947) is een Nederlands politicus van D66.

## Biografie
Schoof is jarenlang werkzaam geweest bij verschillende gemeenten waaronder 's-Hertogenbosch. In 1982 werd hij benoemd tot burgemeester van de toenmalige Noord-Hollandse gemeente Akersloot wat hij tot 1989 zou blijven. Daarnaast was hij vanaf maart 1985 waarnemend burgemeester van Limmen. In 1989 volgde zijn benoeming tot burgemeester van Heiloo en vanaf februari 1997 tot zijn vervroegd pensioen in 2008 was Schoof burgemeester van Alphen aan den Rijn.
Begin 2009 werd hij de voorzitter van de Commissie Regionaal Overleg luchthaven Schiphol (CROS) en in diezelfde periode werd hij als informateur aangesteld om te kijken hoe de negen gemeenten in de kop van Noord-Holland tot een duurzame bestuurlijke samenwerking kunnen komen. Toen Schoof nog burgemeester van Akersloot was, was hij voorzitter van wat de Commissie Schoof werd genoemd die onderzoek deed naar mogelijke gemeentelijke herindeling van delen van Noord-Holland.
In november 2012 wordt hem gevraagd leiding te geven aan een commissie die onderzoek doet naar de verbreding van de snelweg A27 bij Utrecht. Met name de verbreding van de 'bak van Amelisweerd' stuit op veel weerstand in de politiek en bij actiegroepen. Minister Schultz van Haegen wil de weg ter plaatse verbreden naar twee maal zeven rijstroken. Hiervoor moet aan beide kanten van de bak 15 meter bos gekapt worden. De commissie Schoof heeft de noodzaak van die verbreding onderzocht. 
Hij is commissaris bij UVIT en voorzitter van de raad van commissarissen van woonstichting STEK te Lisse. Daarnaast is hij in diverse landen werkzaam als expert van VNG-International.
In augustus 2015 werd Schoof voorzitter van het steunfonds voor direct gedupeerden van het hijskraanincident bij de Koningin Julianabrug in Alphen aan den Rijn.

## Persoonlijk
Hij is de broer van premier Dick Schoof.